# 麦西尼
麦西尼（希臘語：Μεσσήνη）是希腊伯罗奔尼撒大区麦西尼亚专区的市镇。市镇面积为562.1平方公里，2021年人口数量为19,170人。
现今范围的市镇设立于2011年地方政府改革中，由原8个市镇合并而成，原市镇则成为新市镇的8个市区。麦西尼市区（即原麦西尼市镇）的面积为84.6平方公里，2021年人口数量为8,937人。